# 四有三讲两不怕
四有三讲两不怕是中国人民解放军总政治部于1981年2月提出的口号，是中国人民解放军社会主义精神文明建设的主要内容之一。

## 主要内容
- 四有
  - 有理想——为社会主义、共产主义奋斗终身，为保卫祖国、建设祖国贡献力量；
  - 有道德——公而忘私，先人后己，爱党、爱政、爱军、爱民、爱祖国；
  - 有文化——学习科学文化知识和战术、技术，有保卫祖国、建设祖国的本领；
  - 有纪律——服从命令，遵纪守法；
- 三讲
  - 讲军容——着装整洁，举止端正；
  - 讲礼貌——说话和气，以礼待人；
  - 讲卫生——保持清洁，身强体壮；
- 两不怕
  - 不怕艰难困苦、不怕流血牺牲——为祖国乐于吃苦，勇于献身。

## 历史
1980年底，中国共产党中央委员会发出建设社会主义精神文明的号召。作为对党中央号召的响应，1981年2月，中国人民解放军根据军队的特点，提出“四有三讲两不怕”口号，要求全军各部队广泛开展“有理想、有道德、有知识、有体力，讲军容、讲礼貌、讲纪律，不怕艰难困苦、不怕流血牺牲”活动。对此，邓小平给予高度肯定。他说，总政治部提出了“四有三讲两不怕”的口号很好，军队就这样办，要好好宣传。
1983年1月，总政治部根据党的十二大文件中有关社会主义精神文明建设的有关提法，将“四有”的内容调整为“有理想、有道德、有文化、有纪律”。“四有”后来成为新时期党和政府青年工作的指导原则和社会主义精神文明建设目的的概括表达。

## 评价
“四有”提法曾得到邓小平的多次肯定。他说：“搞社会主义精神文明，主要是使我们的各族人民都成为‘有理想，讲道德，有文化，守纪律’的人民。”